# بهرام کورشن اوغلو
بهرام کورشن اوغلو (۱۴ مارس ۱۹۲۲ – ۲۵ اکتبر ۲۰۰۳) فیزیکدان ترکیه ای و بنیانگذار و مدیر مرکز مطالعات نظری دانشگاه میامی بود. او را بیشتر به دلیل آثارش در زمینه نظریه میدان واحد می‌شناسند.
و در اواخر دهه ۱۹۵۰ میلادی در مطالعهٔ دو نوع مختلف نوترینو همکاری داشت. در طول فعالیت خود در دانشگاه میامی، او چندین تن از برندگان جایزه نوبل مانند پل دیراک، لارس اونساگر و رابرت هافستاتر را همراهی کرد. او کتاب‌های زیادی در مورد جنبه‌های مختلف فیزیک نوشته است که برجسته‌ترین آنها نظریه کوانتومی مدرن (۱۹۶۲) است.

## آغاز زندگی و تحصیلات
بهرام کورشن اوغلو در منطقه چای کارای طرابزون به دنیا آمد. زمانی که او دانشجوی سال سوم ریاضیات و نجوم در استانبول بود، از طریق بورس تحصیلی وزارت آموزش ترکیه در سال ۱۹۴۵ در دانشگاه ادینبرو پذیرش شد.
پس از فارغ‌التحصیلی از دانشگاه ادینبرو، مدرک دکترای خود را در رشته فیزیک در دانشگاه کمبریج بدست آورد. در فاصلهٔ سال‌های ۱۹۵۶ تا ۱۹۵۸، او به عنوان رئیس دانشکده علوم و فناوری هسته ای در دانشگاه فنی خاورمیانه و مشاور بخش امور ترکیه خدمت کرد. او در چندین دانشگاه در ایالات متحده سمت تدریس داشت و از سال ۱۹۵۸ به عنوان استاد در دانشگاه میامی مشغول به کار شد.

## دوران حرفه ای

### در دانشگاه میامی
در سال ۱۹۶۵ مرکز مطالعات نظری دانشگاه میامی را پایه‌گذاری کرد و اولین مدیر آن شد. او همچنین در این دوره در سمت‌های مشاور با چندین نهاد پژوهشی و آزمایشگاهی در اروپا همکاری داشت. با دعوت آکادمی علوم روسیه، در سال ۱۹۶۸ به عنوان استاد مدعو در دانشگاه‌های اتحاد جماهیر سوسیالیستی شوروی مشغول به تدریس شد.
او تا سال ۱۹۹۲ در مرکز مطالعات نظری دانشگاه میامی به کار خود ادامه داد.
کورشن اوغلو در ۲۵ اکتبر ۲۰۰۳ بر اثر حمله قلبی درگذشت. این رخداد اندکی پیش از گردهمایی علمی در کورال گیبلز آن سال، که یادبودی برای پل فرامیتون بود. این گردهمایی از سال ۱۹۶۴ به پیشنهاد کورشن اوغلو برگزار می‌شد و در سال ۲۰۰۳ با بزرگداشت خود او نیز مقارن شد.

### انتشارات

##### درفیزیکال ریویو لترز
- مروری بر نظریهٔ میدان واحد اینشتین (۱۹۵۱)
- حساب دیفرانسیل و بازسازی عددی معادلات تام - دنکف (۱۹۵۳)
- انتظارات از نظریهٔ میدان واحد (۱۹۵۳)
- نظریهٔ میدان واحد و الکترودینامیک بورن - اینفِلد (۱۹۵۳)

##### در فیزیکال ریویو
- گرانش و الکترودینامیک (۱۹۵۲)
- روش‌های تام - دنکف و نیروهای هسته ای (۱۹۵۴)
- اصلاح معادلات امواج نسبیتی (۱۹۵۶)
- تابش ترمزی پروتون (۱۹۵۷)
- حرکت براونی در میدان مغناطیسی (۱۹۶۳)
- ذرات بنیادی و گروه‌های تقارنی جدید (۱۹۶۴) (تعمیم گروه لورنس در الکترودینامیک)
- فضا - زمان و منشأ تقارن درونی (۱۹۶۷)
- نظریهٔ دینامیک هادرون‌ها و لپتون‌ها (۱۹۶۸)

##### در فیزیکال ریویو (د)
- نظریهٔ چندگانگی نسبیتی (جلد اول) (۱۹۷۰): طیف‌سنجی الکترودینامیکی باریون
- نظریهٔ چندگانگی نسبیتی (جلد دوم) (۱۹۷۰): تناوب در طیف‌سنجی هادرون‌ها
- گرانش و بار مغناطیسی (۱۹۷۴)
- توضیح المسائل: گرانش و بار مغناطیسی (۱۹۷۵)
- پیامدهای غیر خطی بودن در نظریهٔ عمومی گرانش (۱۹۷۶)
- سرعت نور در نظریهٔ عمومی گرانش (۱۹۷۶)

##### در مجله فیزیک ریاضی
- ۱۹۶۱ مجموعه متعامد و پاداورتوگونال نمایندگی گروه لورنتس
- ۱۹۶۷ نمایندگی‌های واحد U(2، ۲) و میدان‌های بدون جرم

##### در بررسی‌های فیزیک مدرن
- ۱۹۵۷ مکاتبات در نظریه تعمیم یافته گرانش

### جوایز
- عضو انجمن فیزیک آمریکا (۱۹۶۵)
- جایزه علمی TÜBİTAK (1972)
- جایزه انجمن افتخاری فی کاپا فی
- جایزه انجمن تحقیقات علمی سیگما شی
- جایزه سیگما پی سیگما
- جایزه «علم راهنمایی است» از انجمن آتاتورک آمریکا (۲۰۰۱)